# Вовна, Пётр Алексеевич
Пётр Алексеевич Вовна (1906, Хмелев, Российская империя — 1940, Яски, Финляндия) — командир 2-й эскадрилии 2-го скоростного бомбардировочного авиационного полка (13-я армия, Северо-Западный фронт), капитан. Герой Советского Союза.

## Биография
Родился 11 июня 1906 года в селе Хмелев, ныне Роменского района Сумской области Украины, в семье крестьянина.
После окончания 7 классов работал в колхозе.
В 1927 году был призван в Красную Армию и направлен на учёбу в военное авиационное училище. Член ВКП(б) с 1931 года.
В 1938 году участвовал в боях на озере Хасан. Затем в мае — октябре 1938 года принимал участие в войне в Китае.
В советско-финской войне 1939—1940 годов являлся командиром 2-й эскадрильи 2-го скоростного бомбардировочного авиационного полка (13-я армия, Северо-Западный фронт). Звание — капитан. Совершил 54 боевых вылета.
2 марта 1940 года был сбит зенитным огнём в районе железнодорожной станции Яски.
Похоронен в посёлке Лесогорский (могила № 39).

## Награды
- Указом Президиума Верховного Совета СССР от 7 апреля 1940 года за храбрость и героизм, проявленные в боях против финнов, Пётру Алексеевичу Вовне посмертно присвоено звание Героя Советского Союза.
- Орден Ленина.
- Два ордена Красного Знамени.

## Память
- Имя Героя носила пионерская дружина школы, в которой он учился.
- О боевых подвигах П. А. Вовны рассказывают материалы экспозиции в клубе села Хмелев.